# رسائل النبي محمد إلى عمان
تُعد الرسائل التي وجهها النبي محمد إلى الملوك والرؤساء ذات مغزى كبير لأنها تؤرخ لفترة تاريخية مهمة من عمر الدعوة الإسلامية إذ ترتب عليها دخول الكثير من تلك الدول في الإسلام مما أدى إلى انتشاره خارج شبه الجزيرة العربية. تجمع المصادر التاريخية على أن أهل عمان تلقوا أربع أو خمس رسائل وخمس وفود، واستقبل النبي محمد أربع وفود عُمانية عدا وفد الصحابي مازن بن غضوبة.

## تاريخ إسلام أهل عُمان
إختلفت الروايات التاريخية حول التحديد الزمني لدخول الإسلام في عُمان، تشير الكثير من المصادر إلى أن النبي محمد هو الذي بادر بدعوة ملوك عُمان إلى الإسلام وهما «جيفر» و«عبد» أبناء الجلندي، وقد أختلف المؤرخون على تحديد الفترة التي بعث فيها النبي محمد رسائله إلى حكام عُمان، حيث تذكر بعض الروايات أن ذلك قد حدث عام 6 هـ بعد صلح الحديبية، إلا أن رواية أخرى تحدد تاريخ المراسلة بعد فتح مكة، وتذهب رواية ثالثة إلى أن ذلك قد حدث عقب حجة الوداع.
تذكر بعض الروايات أن الإسلام دخل إلى عُمان في السنة السادسة بإسلام الصحابي مازن بن الغضوبة الذي ذهب إلى المدينة وقابل النبي محمد وأشهر إسلامه، فعاد إلى عُمان وتحديدا إلى بلدته «سمائل» يدعو الناس للدين الجديد، ويبدو أن دعوته الجديدة لقيت رواجا لدى أتباعه، ومع الأيام أخذت مبادئ الدين الجديد تنتشر في المحيط الجغرافي، ولا بد أنها وصلت إلى أسماع ملكي عُمان «عبد» و«جيفر».
ذكر سليمان بن موسى بن سالم بن حسان الكلاعي الحميري، أبو الربيع المتوفى 634هـ في كتابه «الاكتفاء بما تضمنه من مغازي رسول الله – صلى الله عليه وسلم – والثلاثة الخلفاء» نقلا عن الواقدي رواية عن إسلام أهل عُمان، وكانت بداية الرواية على النحو الآتي:
| رسائل النبي محمد إلى عمان | ذكر الواقدى بإسناد له إلى عمرو بن العاص أن رسول الله صلى الله عليه وسلم بعث نفرا سماهم إلى جهات مختلفة برسم الدعاء إلى الإسلام، قال عمرو: فكنت أنا المبعوث إلى جيفر وعبد ابني الجلندى، وكتب رسول الله صلى الله عليه وسلم معى كتابا | رسائل النبي محمد إلى عمان |

## رسائل النبي محمد إلى عُمان

### الرسالة الأولى
وهي الرسالة التي بعث بها النبي محمد مع عمرو بن العاص إلى «جيفر» و«عبد» ابني الجلندي الأزديين ملوك عُمان وجاء فيها:
«من محمد النبي رسول الله لعباد الله الأسبذيين ملوك عمان، وأسد عمان، ومن كان منهم بالبحرين إنهم إن آمنوا وأقاموا الصلاة وآتوا الزكاة وأطاعوا الله ورسوله وأعطوا حق النبي - صلى الله عليه وسلم -، ونسكوا نسك المؤمنين، فإنهم آمنون وأن لهم ما أسلموا عليه، غير أن مال بيت النار ثنيا لله ورسوله، وأن عشور التمر صدقة، ونصف عشور الحب، وأن للمسلمين نصرهم ونصحهم، وأن لهم على المسلمين مثل ذلك، وأن لهم أرحاءهم يطحنون بها ما شاءوا»

### الرسالة الثانية
وهذه الرسالة محفوظة في متحف قلعة صحار وحملها أيضا عمرو بن العاص وكانت موجهه لأهل عمان كافة وجاء فيها:
«من محمد رسول الله. إلى أهل عمان أما بعد فأدعوكم أن تقروا أن لا إله إلا الله واني رسول الله وأن تقيموا الصلاة وتؤتوا الزكاة وأن تعمروا المساجد»

### الرسالة الثالثة
أرسل الرسول ﷺ عمرو بن العاص في العام الثامن للهجرة إلى ملوك عمان «جيفر» و«عبد» ابني الجلندي الأزديين وكانا بصحار يدعوهما إلى الإسلام، فصدقا النبي ﷺ وآمنا به وأسلما. جاء فيها:
«من محمد رسول الله، إلى جيفر وعبد ابني الجلندي. السلام على من اتبع الهدى، أما بعد، فإني أدعوكما بدعاية الإسلام أسلما تسلما، فأني رسول الله إلى الناس كافة لانذر من كان حيا ويحق القول على الكافرين. وأنكما إن أقررتما بالإسلام وليتكما وأن أبيتما فإن ملككما زائل عنكما وخيلي تطأ ساحتكما وتظهر نبوتي على ملككما»
وقد كان عمرو بن العاص هو القائم على جمع الصدقات والجزية من عمان وقد ذكر الطبري في تاريخ الأمم والملوك:
«في السنة الثامنة للهجرة بعث رسول الله عمرو بن العاص إلى جيفر وعبد بن الجلندي من الأزد مصدقا، فخليا بينه وبين الصدقة، فأخذ الصدقة من أغنيائهم وردها على فقرائهم، وأخذ الجزية من المجوس الذين بها»

### الرسالة الرابعة
«بسم الله الرحمن الرحيم، من محمد رسول الله _ إلى العباد الأسبذيين –سلم أنتم، أما بعد ذلكم فقد جاءني رسلكم مع وفد البحرين، فقبلت هديتكم. فمن شهد منكم أن لا إله إلا الله وإن محمدا عبده ورسوله، واستقبل قبلتنا، وآكل من ذبيحتنا فله مثل ما لنا وعليه مثل ما علينا، ومن أبي فيأذن بحرب من الله ورسوله، وعليكم ألا تمجسوا أولادكم، وإن مال بيت النار ثنيا لله ولرسوله، وعليكم في أرضكم، مما أفاء الله علينا منها مما سقت السماء أو سقت العيون من كل خمسة واحد، ومما يسقى الرشا والسواني من كل عشرة واحد، وعليكم في أموالكم من كل عشرين درهما درهم، ومن كل عشرين دينارا دينار، وعليكم في مواشيكم الضعف مما على المسلمين، وعليكم أن تطحنوا في أرحائكم لعمالنا بغير أجر، والسلام على من أتبع الهدى»

### الرسالة الخامسة
قدِم وفد من أهل صحار يمثل قبيلتي (ثمالة والحدان) يتزعمه عبد الله بن علي (قيل علس) الثمالي ومسلية بن هزان الحداني في رهط من قومهما إلى المدينة المنورة لمقابلة الرسول ﷺ ، فأسلموا بين يديه وبايعوه، فكانت هذه الرسالة منه ﷺ لتبيان مقدار ما يؤخذ من الصدقات على خراج الأرض في صحار لسكان الساحل والبادية، كتبها الصحابي ثابت بن قيس بن شماس وشهد عليها الصحابيان سعد بن عبادة ومحمد بن مسلمة، وكان نص كتاب الرسول ﷺ مايلي:
«هذا كتاب من محمد رسول الله لبادية الأسياف ونازلة الأجواف مما حازت صحار ليس عليهم في النخل خراص ولا مكيال مطبق حتى يوضع في الفداء وعليهم في كل عشرة أوساق وسق»